# Michajlovské divadlo
Michajlovské divadlo (rusky Михайловский театр je významné ruské divadlo v Petrohradě, známé operním a baletním souborem.

## Dějiny
Carské michajlovské divadlo bylo založeno dekretem Mikuláše I. v roce 1833. Jeho název byl odvozen od velkoknížete Michaila Pavloviče. Michajlovský palác vybudovaný na náměstí Umění se stal velkoknížecí rezidenci a divadlo sloužilo jako komorní scéna, kde přijímal i vysoko postavené hosty včetně členů carské rodiny.
Autorem projektu budovy je Alexandr Brjullov ve spolupráci s Alexejem Gornostajevem. Scéna a hlediště byly rozšířeny při přestavbě podle projektu Alberta Kavose v roce 1859, součástí úprav bylo i doplnění bohaté malířské, štukatérské i sochařské výzdoby.
Do roku 1917 nemělo divadlo stálý umělecký soubor a zvláštní repertoár. Na scéně vystupoval soubor Alexandrinského divadla, hostovali tu francouzští či němečtí umělci. Po přestavbě v roce 1859 převládl francouzský repertoár, zejména opereta (Offenbach), lyrická francouzská opera se naopak hrála zřídka, a to zejména v provedení souboru carského Mariinského divadla. Výjimkou byla polovina 90. let 19. století, kdy procházelo Mariinské divadlo přestavbou a operní představení se konala právě v Michajlovském.
V divadle v té době vystoupili např. orchestr Johanna Strausse, Matylda Krzesińska, Fjodor Šaljapin, soubor Sarah Bernhardt ad. Mezi časté návštěvníky divadla patřili Alexandr Sergejevič Puškin, Vasilij Žukovskij, Lev Nikolajevič Tolstoj nebo Petr Iljič Čajkovskij.
Stálý soubor byl založen v roce 1918, u kterého v následujících letech 20. století působily např. následující významné osobnosti: dirigent Jurij Těmirkanov, režisér Vsevolod Emiljevič Mejerchold, choreograf George Balanchine atd.
Divadlo měnilo své názvy, jmenovalo se Akademické divadlo opery a baletu Modesta Petroviče Musorgského, Leningradské akademické malé operní divadlo (MALEGOT), Malé akademické divadlo a Státní akademické divadlo komické opery, až v roce 2001 znovu získalo své historické jméno.

### Moderní historie
V roce 2007 vystřídal na postu generálního ředitele divadla Stanislava Gaudasinského známý ruský podnikatel Vladimir Kechman, předseda správní rady společnosti JFC, která se zabývá importem ovoce.
Kechman prohlásil, že bude spolupracovat s Gaudasinským, který zůstane uměleckým ředitelem divadla. Poté ale uvedl do funkce zvláštní umělecké šéfy operního a baletního souboru. Do čela baletu se postavil tanečník Faruk Ruzimatov.. Uměleckou vedoucí opery se stala Jelena Obrazcovová,, která ale v září 2008 post uvolnila a stala se uměleckou poradkyní ředitele. Hlavním hostujícím dirigentem se stal Daniele Rustioni.
V roce 2009 se stal hlavním dirigentem a hudebním ředitelem divadla Peter Feranec, zatímco hlavním baletním mistrem divadla byl jmenován Michail Messerer. V září 2009 se Ruzimatov vrátil k vlastní dráze tanečníka a opustil místo uměleckého ředitele baletního souboru.